# Bellatrix
Bellatrix (Gamma d'Orió / γ orionis) és una estrella que ja es coneixia en l'antiguitat, és a dir, es veu a ull nu, i no té descobridor específic. El seu nom prové de les dones guerreres de l'Amazones.

## Característiques
Aquesta estrella pertanyent a la constel·lació d'Orió, és el tercer estel més brillant d'aquesta constel·lació. És una estrella gegant blava, de tipus espectral B2 III, és a dir, és una estrella relativament calenta, amb unes abrasadores temperatures superficials de 21.000 K. En comparació amb les seves companyes de la constel·lació del Caçador, està situada a una distància més propera a la Terra, a uns 240 anys llum. Això no obstant, si la comparem amb altres estels com α centauri és molt més llunyana, ja que α centauri està a una distància de 4,37 anys llum, a més a més de ser la més propera a la Terra.

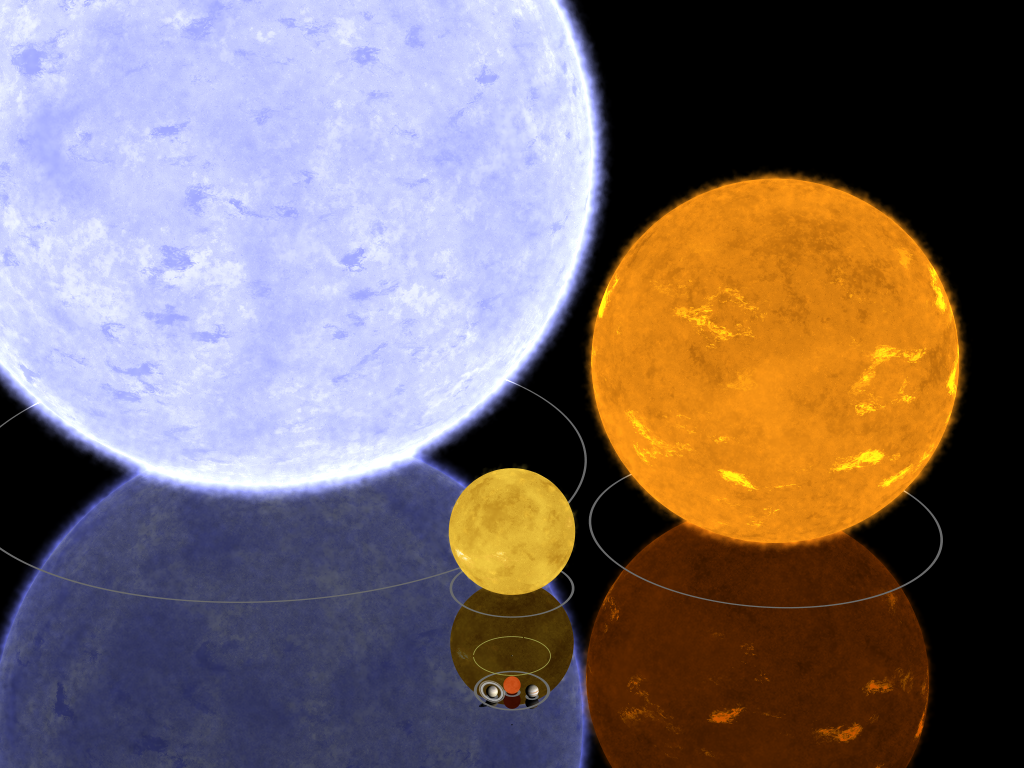
Interpretació artística de Bellatrix (γ orionis), a l'esquerra, Algol (β persei), a la dreta, el Sol, al centre, i una mica més a baix, els gegants gasosos del sistema solar, tot, a escala

Coordenades:  05h 25m 07,9s; +06° 20′ 59″